# Оукланд атлетикси
Оукланд атлетикси (енгл.  — „Оукланд атлетичари”) су професионални тим бејзбола у оквиру МЛБ-а, са седиштем у граду Оукланд у држави Калифорнија. Своје утакмице играју на стадиону Оукланд-Аламеда Каунти Колосиум. Чланови су Америчке лиге и наступају у дивизији Запад. Клуб је основан 1901. године и до сада је пет пута мењао назив, а данашње име носи од 1982. године.
„Атлетикси“ су били девет пута шампиони МЛБ-а, а последњи пут 1989. године. Клуб има своју маскоту слона — „Стомпера“. Иако су се 1954. преселили из Филаделфије, Атлетикси су са 5 освојених титула у том граду закључно са 30. јуном 2023. најуспешнији професионални спортски тим одатле.
Клуб је 25. септембра 2024. одиграо своју последњу утакмицу у Оукланду против Тексас ренџерса, у којој су победили 3:2. На крају сезоне 2024. се покреће поступак за селидбу екипе у Лас Вегас. Планирано је да Атлетикси бар 3 сезоне играју у западном Сакраменту.